# Черненко Володимир Вікторович
Володи́мир Ві́кторович Черне́нко (1995—2020) — старший сержант Збройних сил України, учасник російсько-української війни.

## З життєпису
Народився 1995 року в селі Мамекине (Новгород-Сіверський район, Чернігівська область). Виростав у багатодітній родині з п'ятьма братами і сестрами. 2012-го закінчив загальноосвітню школу.
15 травня 2015 року призваний на строкову службу, від 1 березня 2017-го проходив службу за контрактом. Старший сержант, головний сержант 1-го механізованого взводу 1-ї механізованої роти 13-го батальйону «Чернігів».
3 березня 2020 року надвечір загинув під час вчиненого терористами мінометного обстрілу позицій у районі смт Зайцеве.
6 березня 2020-го похований у селі Мамекине.
Без Володимира лишились два брати й три сестри (батьки на той час померли).

## Нагороди та вшанування
- Указом Президента України № 177/2020 від 12 квітня 2020 року за особисту мужність і самовіддані дії, виявлені у захист державного суверенітету та територіальної цілісності України нагороджений орденом «За мужність» III ступеня (посмертно)[3]